# Brusselse gewestverkiezingen 2004
De regionale verkiezingen voor het Brussels Hoofdstedelijk Gewest werden gehouden op 13 juni 2004. Het waren de eerste verkiezingen waarbij het aantal te verdelen zetels 89 bedroeg (voorheen 75) en per taalgroep een vast aantal zetels voorzien werd, 72 (80%) voor de Franstalige lijsten en 17 (20%) voor de Nederlandstalige lijsten.

## Uitslag
De PS is opnieuw de grootste partij van Brussel, met 26 zetels. Nipt daarachter komt de MR, met 25 zetels, en het cdH met 10 zetels. Op 13 juli 2004 werd de regering-Picqué III beëdigd, bestaande uit een coalitie met zes partijen: de christendemocraten (CD&V en cdH), de socialisten (PS en sp.a) de Vlaamstalige liberalen (VLD) en de Franstalige ecologisten (Ecolo).

## Brussels Hoofdstedelijk Parlement
| Partij               | Partij               | Lijsten | Stemmen | %      | Zetels | Verschil |
| -------------------- | -------------------- | ------- | ------- | ------ | ------ | -------- |
|                      | PS                   | lijst   | 130.462 | 28,75  | 26     | +13      |
|                      | MR                   | lijst   | 127.122 | 28,02  | 25     | -2       |
|                      | cdH                  | lijst   | 55.078  | 12,14  | 10     | +4       |
|                      | Ecolo                | lijst   | 37.908  | 8,35   | 7      | -7       |
|                      | Vlaams Blok          | lijst   | 21.297  | 4,69   | 6      | +2       |
|                      | FN                   | lijst   | 21.195  | 4,67   | 4      | +2       |
|                      | VLD-Vivant           | lijst   | 12.443  | 2,74   | 4      | +1       |
|                      | sp.a-spirit          | lijst   | 11.052  | 2,44   | 3      | +2       |
|                      | CD&V/N-VA            | lijst   | 10.482  | 2,31   | 3      | +0       |
|                      | Groen!               | lijst   | 6.132   | 1,35   | 1      | +0       |
|                      | FNB                  | lijst   | 2.656   | 0.59   | 0      | -1       |
|                      | Anderen              |         | 17.905  | 3.95   | 0      | +0       |
| Totaal Geldig        | Totaal Geldig        |         | 453.732 | 100,00 | 89     |          |
| Ongeldig & Blanco    | Ongeldig & Blanco    |         | 17.796  | 3,77   |        |          |
| Totaal Stemmen       | Totaal Stemmen       |         | 471.528 | 100,00 |        |          |
| Absenteïsme          | Absenteïsme          |         | 92.654  | 16,42  |        |          |
| Ingeschreven Kiezers | Ingeschreven Kiezers |         | 564.182 | 100,00 |        |          |

| Taalgroep                | Stemmen | %      | Zetels |
| ------------------------ | ------- | ------ | ------ |
| Franstalige lijsten      | 392.326 | 86,47  | 72     |
| Nederlandstalige lijsten | 61.406  | 13,53  | 17     |
| Totaal                   | 453.732 | 100,00 | 89     |

## Voetnoten
1. ↑  MR is een partij bestaande uit PRL, FDF, PFF en MCC die bij de vorige verkiezingen nog 27 zetels haalden
2. ↑  VLD Vivant is een kartel van VLD en Vivant. VLD zat bij de vorige verkiezingen nog in kartel met VU en een aantal onafhankelijken. Dit kartel haalde 2 zetels, bezet door Sven Gatz (VU) en Annemie Neyts (VLD), dus had VLD apart toen maar één zetel. Vivant had in 1999 ook één zetel. Dus apart hadden VLD en Vivant in 1999 2 zetels. De VU-zetel is later toch naar VLD gegaan omdat Sven Gatz overstapte naar VLD. Dus maar één zetel winst
3. ↑  sp.a-spirit is een kartel bestaande uit sp.a (het vroegere SP) en de in 2001 opgerichte partij spirit. In 1999 kwam de SP nog samen in een kartel op met Agalev en behaalde toen 2 zetels, bezet door Rufin Grijp (SP) en Adelheid Bytterbier (Agalev). Dus SP had toen één zetel.